# Jean-Victor Meyers
Pour les articles homonymes, voir Meyers.
Jean-Victor Meyers, né le 29 avril 1986 à Neuilly-sur-Seine, est un homme d'affaires français, fils aîné de Françoise Bettencourt Meyers et Jean-Pierre Meyers, petit-fils de Liliane et André Bettencourt, et arrière-petit-fils d'Eugène Schueller, fondateur de L'Oréal.
Membre du conseil d'administration de L'Oréal, il est le cofondateur d'Exemplaire, une entreprise de confection d'articles de mode et de maroquinerie.

## Formation
Après des cours à l'École active bilingue Jeannine-Manuel, il obtient une licence d'économie et de gestion de l'entreprise à l'université de Nanterre puis suit, aux États-Unis, un cursus « general business » à l'université de Californie à Los Angeles (UCLA) et des cours de finance à l'université de New York.
Diplômé d'un cycle accéléré de management à l’Institut supérieur de gestion (ISG), il a effectué un travail d'été à la Croix-Rouge française en 2006, une session de formation à la gestion du patrimoine privé chez Goldman Sachs à Londres et un stage dans la boutique Louis Vuitton de l'avenue Montaigne à Paris.

## L'Oréal
Administrateur de L'Oréal à la suite de l'assemblée générale du 17 avril 2012 en remplacement de sa grand-mère Liliane Bettencourt dont il assure la tutelle (avec sa mère et son frère), il avait été coopté par le conseil d'administration du groupe le 13 février 2012,. Ce siège lui assure entre 60 000 et 110 000 euros par an en jetons de présence.
Avant cette nomination, il s'était familiarisé avec les activités de L'Oréal en passant l'année 2010 comme assistant chef de produit chez Yves Saint Laurent Beauté puis en effectuant en 2011 un parcours d'immersion dans différentes filiales internationales du groupe.

## Exemplaire

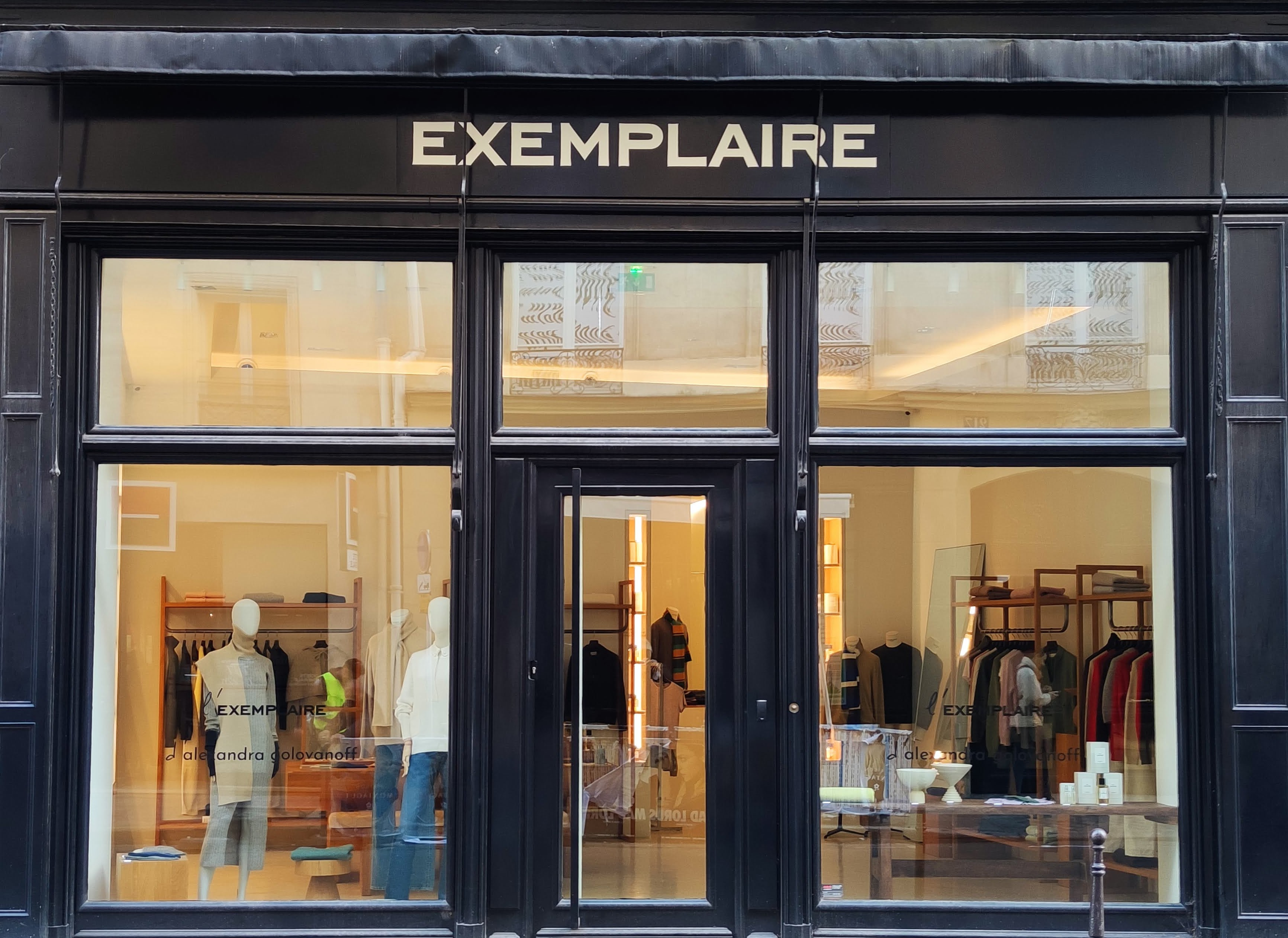
Le magasin Exemplaire à Paris.

Jean-Victor Meyers a créé en février 2012 la société Exemplaire avec son ami d'enfance Louis Leboiteux. Dotée d'un capital de 400 500 € dont il détient 99,87 %, elle est spécialisée dans la confection de vêtements en cachemire, de maroquinerie et d'accessoires pour homme,.
Commercialisées dans quatre boutiques (une en France - 334, rue Saint-Honoré à Paris-, deux aux États-Unis et une au Royaume-Uni), les créations sont définies comme « minimalistes, certainement pas bling-bling » par les créateurs. La production se fait en Toscane et en Mayenne.

## Vie privée

### Famille
Par sa mère, il est petit-fils  d'André Bettencourt (1919-2007), homme politique, plusieurs fois ministre sous de Gaulle et Pompidou et de son épouse Liliane (1922-2017), fille unique et héritière d'Eugène Schueller, fondateur de L'Oréal et longtemps première fortune de France.
Par son père, il est l'arrière petit-fils du rabbin Robert Meyers (1898-1943), assassiné à Auschwitz, et l'arrière arrière petit-fils du rabbin Jules Bauer (1868-1931), directeur du Séminaire israélite de France.
De mère catholique et de père israélite, lui et son frère cadet Nicolas, né en 1988, sont élevés dans le judaïsme.

### Biens immobiliers

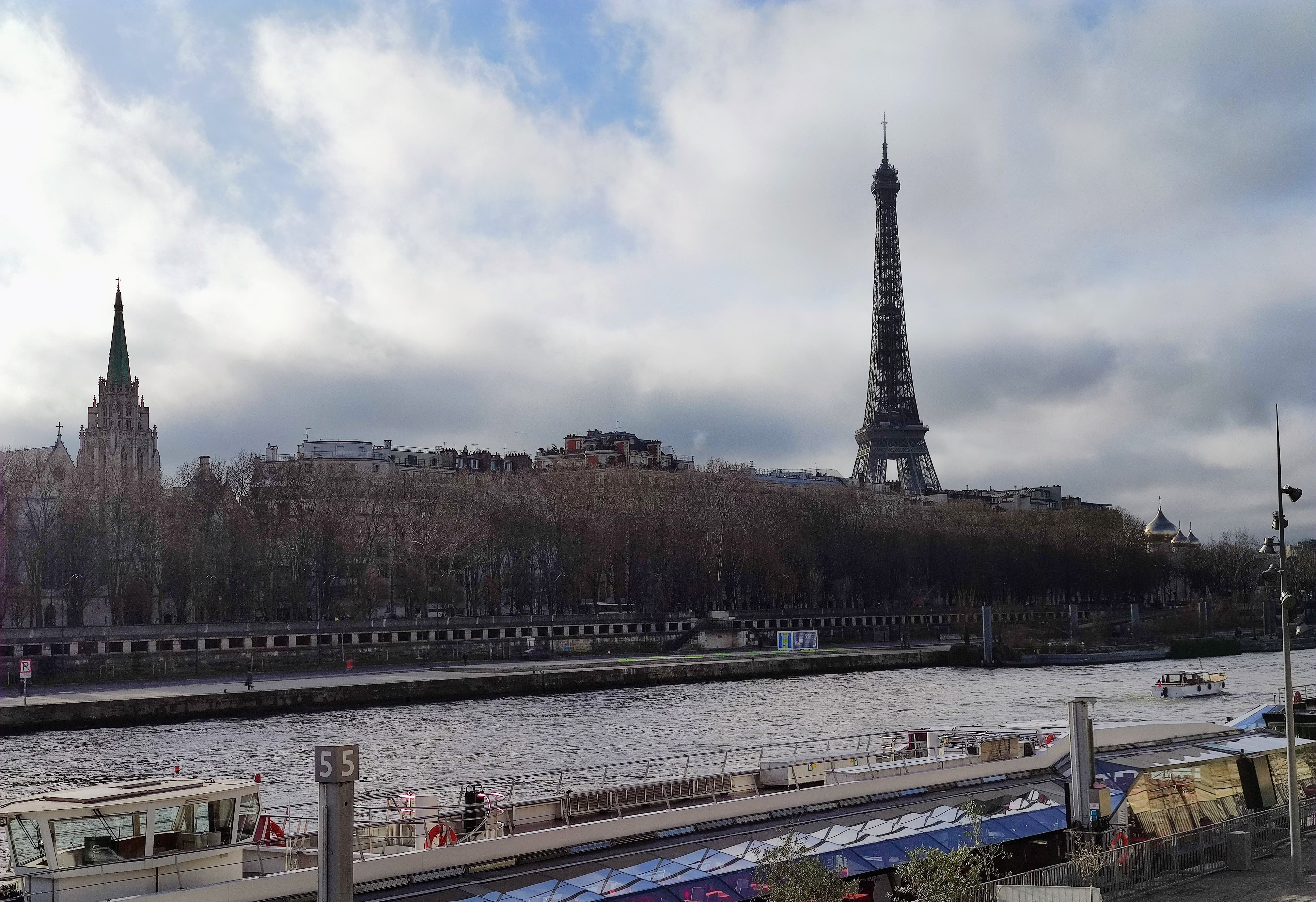
Le quai d’Orsay, vu de la rive droite.

En 2020, il fait l’acquisition d’un appartement parisien de 330 m2, donnant sur l’esplanade des Invalides, qu’il revend deux ans plus tard au milliardaire américain Israel Englander pour la somme de 20 millions d’euros. C’est grâce au produit de cette vente qu'il fait l'acquisition en 2022, pour un montant équivalent, d'un duplex de 800 mètres carrés situé quai d'Orsay sur les bords de Seine et décoré par Alberto Pinto.